# Шеннон, Патрик
Патрик Шеннон (англ. Patrick Shannon, 10 апреля 1977, Уэксфорд) — ирландский скелетонист, выступавший за сборную Ирландии с 2003 года по 2010-й. Участник зимних Олимпийских игр в Ванкувере, многократный призёр национального первенства.

## Биография
Патрик Шеннон родился 10 апреля 1977 года в городе Уэксфорд. Активно заниматься скелетоном начал в возрасте двадцати шести лет, вскоре прошёл отбор в национальную сборную и стал принимать участие в крупнейших международных стартах, в частности, дебютировал на Кубке Европы, показав на трассе немецкого Альтенберга тридцать восьмое время. В следующем сезоне боролся также за обладание Кубком Америки, но больших достижений не добился. В заездах взрослого Кубка мира впервые поучаствовал 30 ноября 2006 года, на этапе в канадском Калгари финишировал тридцать четвёртым. На чемпионате мира 2007 года в швейцарском Санкт-Морице финишировать не смог, тогда как на европейском первенстве в немецком Кёнигсзее был двадцать вторым.
В следующем сезоне на чемпионате мира в Альтенберге пришёл к финишу двадцать пятым, при этом в рейтинге сильнейших скелетонистов по итогам кубковых этапов держался между двадцатым и тридцатым местами. Благодаря череде удачных выступлений Шеннон удостоился права защищать честь страны на зимних Олимпийских играх 2010 года в Ванкувере, без проблем прошёл квалификацию и планировал побороться здесь с лидерами кубкового зачёта, однако впоследствии вынужден был довольствоваться двадцать пятой строкой мужской одиночной программы. Вскоре после этой неудачи принял решение завершить карьеру профессионального спортсмена, уступив место молодым ирландским скелетонистам.